# 长吻真海豚
长吻真海豚（学名： Delphinus  capensis）也称繁齿海豚，体型与短吻真海豚相近，约2至2.5米。背鳍位于身体中部，背部黑色而腹部呈白色。上颌有齿55到65枚，下颌51到60。哺乳期10至11个月，以鱼类和乌贼为食。
其种加词“capensis”意为“南非开普省的/好望角的”。